# Hospital Estadual Getúlio Vargas
O Hospital Estadual Getúlio Vargas foi inaugurado em 3 de dezembro de 1938. Inicialmente possuía 300 leitos.

## História

### Projeto e inauguração
Em 1933 o governo do Distrito Federal iniciou um plano de construção de novos hospitais para atender ao Rio de Janeiro. Assim foram construídos os hospitais Miguel Couto, Gávea,  Marechal Hermes, Pedro Ernesto, Jesus, Ilha do Governador, Cascadura e Penha. As obras do Hospital e Maternidade da Penha foram iniciadas em 1933, sendo uma edificação de três andares que se unia a três alas ao longo do terreno. Em agosto de 1934 suas obras civis estavam quase concluídas.  
Em 1 de setembro de 1934 o interventor federal do Distrito Federal Pedro Ernesto alterou a denominação do hospital da Penha para "Hospital Getúlio Vargas". A previsão de inauguração do novo hospital estava prevista para o final daquele ano. Naquele mesmo dia Getúlio Vargas visitou as obras do hospital.
Atrasos nas obras fizeram com que Ernesto prometesse a inauguração do hospital para julho de 1935. Alterações no projeto fizeram com que sua capacidade passasse de 200 para 220 leitos enquanto foi determinado que o hospital fosse do tipo "policlínico".  
Apesar da abertura emergencial de uma ala em dezembro de 1935, o hospital ainda estava em obras.  A falta de infraestrutura e medicamentos no hospital aberto fizeram aparecer críticas na imprensa.
Em 25 de janeiro de 1936 ocorreu o primeiro nascimento na maternidade do hospital, ainda em obras. Em homenagem ao “patrono” do hospital, o bebê foi batizado de "Getúlio".  
Inicialmente o hospital funcionava com abastecimento precário de água. O problema foi resolvido apenas em março de 1937, com a conclusão de obras hidráulicas. Isso permitiu a inauguração da lavanderia central em 11 de junho de 1937. A prefeitura do Distrito Federal e o Ministério do Exército chegaram a estudar uma permuta entre um terreno do Exército pelo Hospital Getúlio Vargas, que passaria a ser uma unidade médica militar. A permuta acabou não ocorrendo.  
A inauguração completa do Hospital Getúlio Vargas ocorreu em 3 de dezembro de 1938 em cerimônia presidida por Getúlio Vargas, presidente da república  e ladeado por Henrique Dodsworth, prefeito do Distrito Federal e Clementino Fraga, secretário de saúde do Distrito Federal.

### Expansão
No início da Década de 1960 o Hospital Getúlio Vargas é transferido para o estado da Guanabara. Até aquele momento o hospital atendia pacientes da Guanabara e do estado do Rio. Em 1963 o governo da Guanabara,sob o comando de Carlos Lacerda, restringiu o acesso de pacientes do estado do Rio de Janeiro para não sobrecarregar seus serviços.
Naquele momento o Getúlio Vargas passou a receber obras de ampliação a um custo de 500 bilhões de cruzeiros. Em 1967 estava em construção o novo prédio anexo do hospital.  Em 21 de dezembro de 1967 foi inaugurada a ampliação do hospital.

### Atualmente
Em 2022 o Hospital Estadual Getúlio Vargas realizou a primeira captação de pulmão para transplante da história daquela unidade.

## Problemas
Mesmo com a expansão, o hospital continuou com problemas de superlotação e recebia pacientes de outras unidades municipais e estaduais menos equipadas. Em 1983 o então diretor do serviço de emergência do hospital divulgou para a imprensa que três pacientes faleceram por atraso na remoção e transferência do Hospital Municipal de Caxias para o Getúlio Vargas. As más condições de trabalho oferecidas aos funcionários dos hospitais da cidade e do estado do Rio de Janeiro provocou uma greve geral em abril de 1984.Durante a greve o secretário estadual de saúde Eduardo Costa compareceu ao Hospital Getúlio Vargas para negociar o fim da paralisação.   
Em junho de 1984 o governo Brizola iniciou uma reforma geral do Pronto-Socorro do Hospital, entregue em dezembro daquele ano. Ainda assim, grande parte do complexo construído na década de 1930 necessitava de reformas, prometidas para 1985.
Naquele momento, a situação do hospital era precária:
"...Da vastidão da Baixada Fluminense ao extremo de Irajá surge, na Penha, o Hospital Estadual Getúlio Vargas, que se não fosse pela reforma que passa, em caráter de urgência, já teria fechado as portas...O número de pacientes diário aumenta a cada dia, chegando a 1000 atendimentos no ambulatório e 500 urgências. As condições de atendimentos são precárias e há falta quase tudo...Os residentes não recebem orientação. O Centro Cirúrgico está fechado para cirurgias de rotina;a maternidade, em obras, não funciona; falta material para cirurgias ortopédicas e medicamentos na pediatria. O laboratório está com a aparelhagem quebrada, sem contar a falta de pessoal. Para os médicos, é inacreditável que o secretário da Saúde (Eduardo Costa) possa dizer que o HGV tem um médico para cada leito. "A não ser que ele pense ser secretário da saúde de outro país ou mesmo da Ilha da Fantasia", diz uma médica...— Trecho de reportagem do jornal Tribuna da Imprensa, 3 de maio de 1985.
Apesar de investimentos pontuais em reformas, o hospital continuou enfrentando problemas durante toda a década de 1990. O traficante Edson Souza Barreto ("Piloto") estava internado no hospital com escolta policial quando quinze traficantes invadiram a unidade em 27 de maio de 1994 e resgataram o criminoso, mantendo reféns médicos e enfermeiros.
Em 1996 um aparelho de ultrassonografia com mais de cem quilos foi furtado do hospital.  
Segundo denúncia do então deputado estadual Rubens Tavares Filho, 60% dos leitos do Hospital Getúlio Vargas se encontravam desativados em julho de 1997. O necrotério do hospital estava com seus refrigeradores quebrados, com vinte corpos apodrecidos aguardando remoção.    
Mais tarde, no ano seguinte, 49 cadáveres desapareceram do hospital. De acordo com a polícia, uma quadrilha estava comercializando os cadáveres para faculdades de medicina.
A morte de uma paciente, cujo atendimento foi rejeitado, resultou em uma intervenção do governo do estado do Rio na gestão do hospital em agosto de 2018.